# Lothar Ernst Knoch
Lothar Ernst Knoch (ur. 1935, zm. 2001) – niemiecki pastor ewangelicko-reformowany, ekumenista, działacz na rzecz pojednania chrześcijańsko-żydowskiego.

## Życiorys
W latach 1965-1995 był pastorem parafii ewangelicko-reformowanej w Ihrhove, w okręgu Leer. W tym samym czasie pełnił przez 20 lat funkcję superintendenta IV związku synodalnego Kościoła Ewangelicko-Reformowanego (Kościoła krajowego), będącego częścią Kościoła Ewangelickiego w Niemczech. W czasie swojej pracy duszpasterskiej angażował się w działania mające doprowadzić do pojednania chrześcijan i Żydów, np. w trakcie Kirchentagów (zgromadzeń ogólnych EKD). Angażował się także w działalność charytatywną na rzecz osób z porażeniem mózgowym, a także w służbę diakonijną w obrębie Kościoła.
Przyczynił się do budowy kościoła ewangelicko-reformowanego w Bełchatowie, a także przylegającego do niego Ośrodka Profilaktyki i Rozwoju Osobowości. Za swe zasługi został uhonorowany przez Radę Miasta Bełchatowa tytułem honorowego obywatela miasta 29 października 1997 roku.
Zmarł po długiej chorobie 29 sierpnia 2001.